# ايريك سفياتشينكو
ايريك سفياتشينكو (بالدنماركية: Erik Sviatchenko)‏ (4 أكتوبر 1991 الدنمارك - ) هو لاعب كرة قدم دانمركي، يلعب كمدافع.

## وصلات خارجية
ايريك سفياتشينكو على موقع الاتحاد الأوربي (الإنجليزية)
- ايريك سفياتشينكو على موقع الدوري الأمريكي (الإنجليزية)
- ايريك سفياتشينكو على موقع قاعدة بيانات كرة القدم.إي يو (الإنجليزية)
- ايريك سفياتشينكو على موقع ناشيونال فوتبول تيمز (الإنجليزية)
- ايريك سفياتشينكو على موقع Soccerway.com (الإنجليزية)
- ايريك سفياتشينكو على موقع عالم كرة القدم.نت (الإنجليزية)
- ايريك سفياتشينكو على موقع AS.com (الإسبانية)